# Germán Darío Lux
Germán Darío Lux (7 de juny del 1982 a Carcarañá) va ser un futbolista argentí que ha jugat al River Plate, al Reial Mallorca i al Deportivo de La Coruña en la posició de porter. Actualment és segon entrenador del River.

## Carrera esportiva
El 1998 va començar a jugar al River Plate, debutant en el 2001 a la Primera divisió argentina. Germán va ser convocat per a molts partits de la selecció argentina. El 2004 es va consagrar als Jocs Olímpics d'Atenes 2004, mantenint la seva porteria invicta durant tot el torneig. També va ser subcampió a la Copa Confederacions 2005 on va ser titular en tots els partits.
El 2006 va ser un any molt difícil per a ell, ja que va sofrir la pèrdua del seu germà, que es va suïcidar a l'inici de l'any i, a més, no va ser convocat per a la Copa Mundial de Futbol de 2006 on, al principi, s'especulava que seria el segon o primer arquer. En el Torneig Apertura 2006 va perdre el lloc de titular a favor de Juan Pablo Carrizo. Després, a cap d'any, el tècnic Daniel Passarella li va comunicar que no ho tindria en compte per al Torneig Clausura 2007.
El 2007 va ser transferit al Mallorca del futbol espanyol, on arribà un cop vençut el contracte que l'unia al River Plate, que expirava el 30 de juny d'aquell any. Firmà un contracte per 4 temporades -fins al 2011.

## Títols
| Temporada | Club      | Títol                              |
| --------- | --------- | ---------------------------------- |
| 2001      | Argentina | Campionat del Món de Futbol sub-20 |
| 2004      | Argentina | Medalla d'or olímpic               |